# Dmitri Nikolaïev
Pour les articles homonymes, voir Nikolaïev.
Dmitri Nikolaïevitch Nikolaïev - en russe : Дмитрий Николаевич Николаев et en anglais : Dmitri Nikolayev - (né le 25 janvier 2000 à Saint-Pétersbourg en Russie) est un joueur professionnel russe de hockey sur glace. Il évolue au poste de gardien de but.

## Biographie

### Carrière en club
Formé au Spartak Saint-Pétersbourg, il entame sa carrière en junior avec les Serebrianye Lvy Saint-Pétersbourg dans la MHL en 2017. En 2019, il joue ses premiers matchs en senior avec le SKA-Neva dans la VHL. Le 21 novembre 2021, il joue ses premières minutes dans la KHL avec le SKA Saint-Pétersbourg face au HK CSKA Moscou. Lors de la saison 2021-2022, il dispute cinq matchs dans la KHL avec le SKA, étant assigné au SKA-Neva pendant la majeure partie de la saison. En 2022-2023, il est nommé deuxième gardien du SKA et bénéficie d'un temps de jeu conséquent lorsque le gardien titulaire Aleksandr Samonov se blesse en début de saison.

### Carrière internationale
Il représente la Russie au niveau international.

## Trophées et honneurs personnels

### MHL
- 2019-2020 : meilleur pourcentage d'arrêts.